# Sarginae
Sarginae (лат.) — подсемейство насекомых семейства мух-львинок.

## Описание
Стройные мухи с металлическим зелёным, синим или пурпурным блеском. Жгутик усиков, обычно состоит из пяти члеников. Ариста расположена на вершине последнего членика. Затылок очень сильно вогнутый. Щиток без шипов. Длина тела личинок от 6.5 до 13 мм.

## Биология
Имаго встречается на растениях, иногда на цветках. Обычно мухи встречаются вблизи местообитаний личинок. Представители родов Ptecticus и Merosargus встречены вокруг упавших плодов лесных деревьев и отмечали откладку самками яиц на эти же плоды. Самцы патрулируют и защищают свою территорию и бросались на летающих насекомых подобного размера В брачный период самцы собираются в большие скопления. Типичная среда обитания личинок разлагающиеся органические вещества, включая навоз, компостные кучи, мясистые основания пальмовых листьев, свежесрубленные бревна. Некоторые виды развиваются под корой погибших деревьев.

## Классификация
Подсемейство Sarginae образуют монофилетическую группу с подсемействами Chrysochlorininae и Hermetiinae. В мировой фауне известно 23 рода.
- Acrochaeta Wiedemann, 1830
- Amsaria Adisoemarto, 1974
- Cephalochrysa Kertész, 1912
- Chloromyia Duncan, 1837
- Chrysochromioides Brunetti, 1926
- Dinosargus Lindner, 1968
- Eumenogastrina Enderlein, 1914
- Filiptschenkia Pleske, 1926
- Formosargus James, 1939
- Gongrosargus Lindner, 1959
- Himantigera James, 1982
- Lobisquama James, 1982
- Merosargus Loew , 1855
- Microchrysa Loew, 1855
- Microptecticus Lindner, 1936
- Microsargus Lindner, 1958
- Otochrysa Lindner, 1938
- Paraptecticus Grünberg, 1915
- Ptecticus Loew, 1855
- Ptectisargus Lindner, 1968
- Sagaricera Grünberg, 1915
- Sargus Fabricius, 1798
- Stackelbergia Pleske, 1930

## Распространение
Представители подсемейства встречаются во всех зоогеографических областях. В Палеарктике обитает 35 видов из четырёх родов.